# تل قرقور
تل قرقور أو تل القرقور هو موقع أثري يقع على وادي نهر العاصي في منطقة سهل الغاب بالقرب من بلدة جسر الشغور وهو مكان قرقور البلدة التاريخية ويبعد 1 كم عن قرية قرقور الموجودة الآن.

## التدمير
قامت جماعة الحزب الإسلامي التركستاني الإرهابية بتجريف الموقع تماماً بالفترة بين سنة 2014 وأنتهت عمليات التجريف تماماً بأوائل شهر أيلول/سبتمبر 2017. وتفترض المصادر بأن الجماعة الإرهابية جرفت الموقع تحت اشراف مدنيين غير سوريين إما بهدف استخراج الآثار وبيعها أو لطمس تاريخ المنطقة لصالح جهات غير محددة خصوصاً

## وصلات خارجية
- University of Arkansas website for Tell Qarqur excavation - photos missing from webpage
- University of Arkansas article on the resumption of excavation - broken link
- American-Syrian Cooperation Preserves Tell Qarqur نسخة محفوظة 21 يونيو 2010 على موقع واي باك مشين.

‌